# Renata Rochnowska
Renata Maria Rochnowska z domu Heida (ur. 2 lutego 1949 w Wawrowicach) – polska polityk, ekonomistka, działaczka związkowa i samorządowa, rolnik, posłanka na Sejm IV i V kadencji.

## Życiorys

### Wykształcenie i praca zawodowa
Posiada wykształcenie wyższe ekonomiczne. W 1972 ukończyła studia na Wydziale Handlowo-Towaroznawczym Akademii Ekonomicznej w Poznaniu.
W latach 1971–1984 pracowała jako kierownik w Zarządzie Wojewódzkim Spółdzielni Kółek Rolniczych. Działała w Związku Młodzieży Wiejskiej i Zrzeszeniu Studentów Polskich. Weszła w skład zarządu Warmińsko-Mazurskiego Związku Drobiarskiego i Krajowej Rady Izb Rolniczych, prowadzi hodowlę indyków.
W grudniu 2008 weszła w skład Wojewódzkiej Rady Zatrudnienia w Olsztynie.

### Działalność polityczna i związkowa
W latach 1972–1975 należała do Polskiej Zjednoczonej Partii Robotniczej. W 1993 współtworzyła struktury Związku Zawodowego Rolnictwa „Samoobrona” oraz partii Przymierze Samoobrona (od 2000 działającej jako Samoobrona RP), zasiadła w jej władzach regionalnych. W wyborach parlamentarnych w tym samym roku bez powodzenia ubiegała się o mandat poselski z listy utworzonego przez to ugrupowanie komitetu Samoobrona – Leppera (otrzymała 4089 głosów). Była radną i członkinią zarządu gminy Kurzętnik, a także delegatką do Sejmiku Samorządowego Województwa Toruńskiego. Od 1998 do 2001 zasiadała w radzie powiatu nowomiejskiego. W wyborach w 2001 uzyskała mandat poselski na Sejm IV kadencji jako kandydatka Samoobrony RP z okręgu sieradzkiego (otrzymała 10 489 głosów).
W wyborach w 2005 po raz drugi została posłem liczbą 7411 głosów, tym razem z okręgu elbląskiego. W latach 2005–2007 pełniła funkcję wiceprzewodniczącej sejmowej Komisji Finansów Publicznych. Pracowała też w Komisji do Spraw Unii Europejskiej oraz Komisji Samorządu Terytorialnego i Polityki Regionalnej. Przewodniczyła również Podkomisji nadzwyczajnej do rozpatrzenia poselskiego projektu ustawy o zmianie ustawy o podatku akcyzowym; poselskiego projektu ustawy o zmianie ustawy o podatku akcyzowym oraz zmianie niektórych ustaw. Była także wiceprzewodniczącą polskiej delegacji do Inicjatywy Środkowoeuropejskiej.
W przedterminowych wyborach parlamentarnych w 2007 bezskutecznie ubiegała się o reelekcję (dostała 1492 głosy), a w 2009 o mandat w Parlamencie Europejskim (otrzymała 2663 głosy). W 2008 weszła w skład prezydium Samoobrony RP, a w 2009 objęła funkcję przewodniczącej rady wojewódzkiej partii. W maju 2011 weszła w skład rady krajowej założonego przez część działaczy Samoobrony RP ugrupowania Nasz Dom Polska – Samoobrona Andrzeja Leppera (od 2011 działającego jako Samoobrona).
W wyborach parlamentarnych w 2011 bez powodzenia kandydowała do Sejmu z listy tej partii, otrzymując 414 głosów. W wyborach samorządowych w 2014 kandydowała bezskutecznie z listy Prawa i Sprawiedliwości do sejmiku warmińsko-mazurskiego. W wyborach parlamentarnych w 2015 jako członkini PiS wystartowała z listy tej partii do Sejmu. W 2018 ponownie została kandydatką na radną województwa.

## Życie prywatne
Zamężna, ma czworo dzieci.